# John Coates (Mathematiker)
John Henry Coates (* 26. Januar 1945 in Possum Brush, New South Wales; † 9. Mai 2022 in Cambridge) war ein australischer Mathematiker, der sich mit Zahlentheorie und arithmetisch-algebraischer Geometrie beschäftigte.

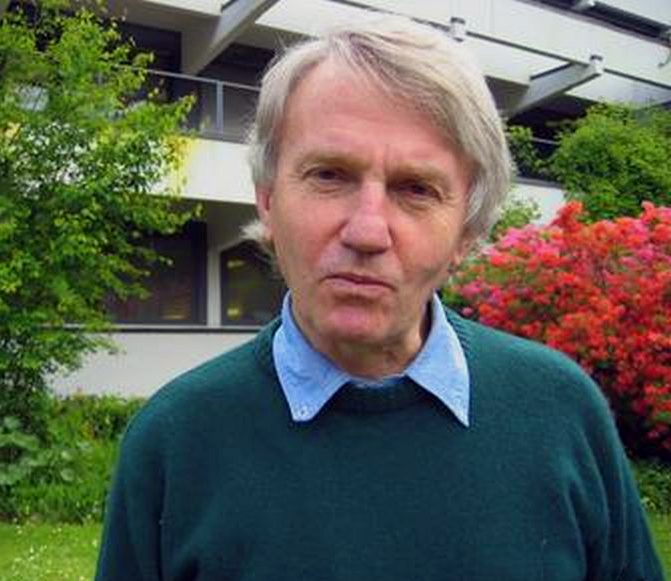
John Coates, 2006

## Werdegang
Coates studierte an der Australian National University, der École normale supérieure in Paris und an der Cambridge University (Trinity College), wo er über {\displaystyle p}-adische Analoga von Alan Bakers Methoden promoviert wurde. 1969 war er Assistenzprofessor an der Harvard University und 1972 Associate Professor in Stanford. 1973 wurde er Sloan Research Fellow. 1975 zog er wieder nach England, wo er in Cambridge Fellow am Emmanuel College wurde. Mit Andrew Wiles, der bei ihm promoviert wurde, bewies er den Spezialfall der Vermutung von Birch und Swinnerton-Dyer für elliptische Kurven mit komplexer Multiplikation (Inventiones Mathematicae Band 29, 1977, S. 223). 1977 wurde er Professor an der Australian National University, nahm aber schon 1978 eine Professur an der Universität von Paris XI in Orsay an. 1985 wurde er Professor an der École normale supérieure. Ab 1986 war er am DPMMS (Department of Pure Mathematics and Mathematical Statistics) der Universität Cambridge als Sadleirian Professor für Reine Mathematik. Er beschäftigte sich dort unter anderem mit nicht-kommutativer Iwasawa-Theorie.
1978 war er Invited Speaker auf dem Internationalen Mathematikerkongress in Helsinki (The arithmetic of elliptic curves with complex multiplication). Ab 1985 war er Fellow der Royal Society. 2008 wurde er zum Mitglied der Academia Europaea gewählt. Von 1988 bis 1990 war er Präsident der London Mathematical Society.